# عنوی
عنوی، روستایی از توابع بخش حویق شهرستان طوالش در استان گیلان ایران است.

## جمعیت
این روستا در دهستان چوبر قرار دارد و براساس سرشماری مرکز آمار ایران در سال ۱۳۸۵، جمعیت آن ۳۴۵ نفر (۷۸خانوار) بوده‌است.